# Chevrolet Camaro
Chevrolet Camaro er en bilmodel fra den amerikanske bilproducent General Motors' Chevrolet-afdeling.

## Historie
Camaro blev introduceret første gang den 26. september 1966 og blev udviklet som en konkurrent til Ford Mustang. Bilen var bygget på GM's F-platform og delte en række komponenter med Pontiac Firebird, som blev introduceret samtidig. Der blev produceret fire forskellige generationer af Camaro, frem til produktionen ophørte i 2002. Modellen blev dog genoptaget igen i 2010.
Navnet "Camaro" har ingen direkte mening, men historien siger, at GM fandt ordet i en fransk ordbog som et slangudtryk for "følgesvend". 

## Eksterne links
- Chevrolet Camaro: Officiel Chevrolet side

| Stub | Spire Denne bilrelaterede artikel er en spire som bør udbygges. Du er velkommen til at hjælpe Wikipedia ved at udvide den. |